# St. Severi (Kleinrettbach)

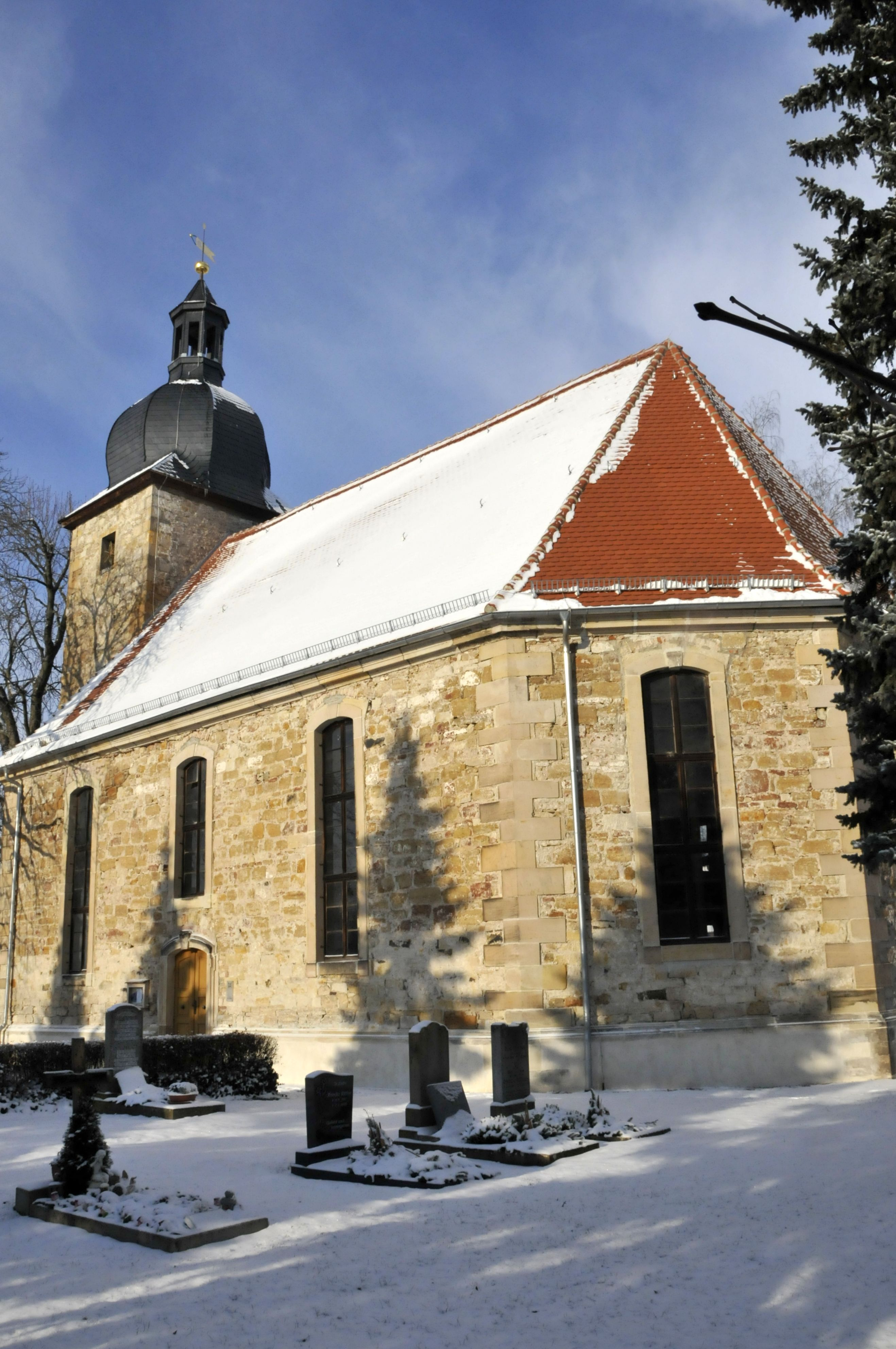
Südostseite

Die mittelalterliche Kirche St. Severi ist der Mittelpunkt von Kleinrettbach im thüringischen Landkreis Gotha. Sie gehört zum Kirchspiel Frienstedt im Kirchenkreis Erfurt der Evangelischen Kirche in Mitteldeutschland.

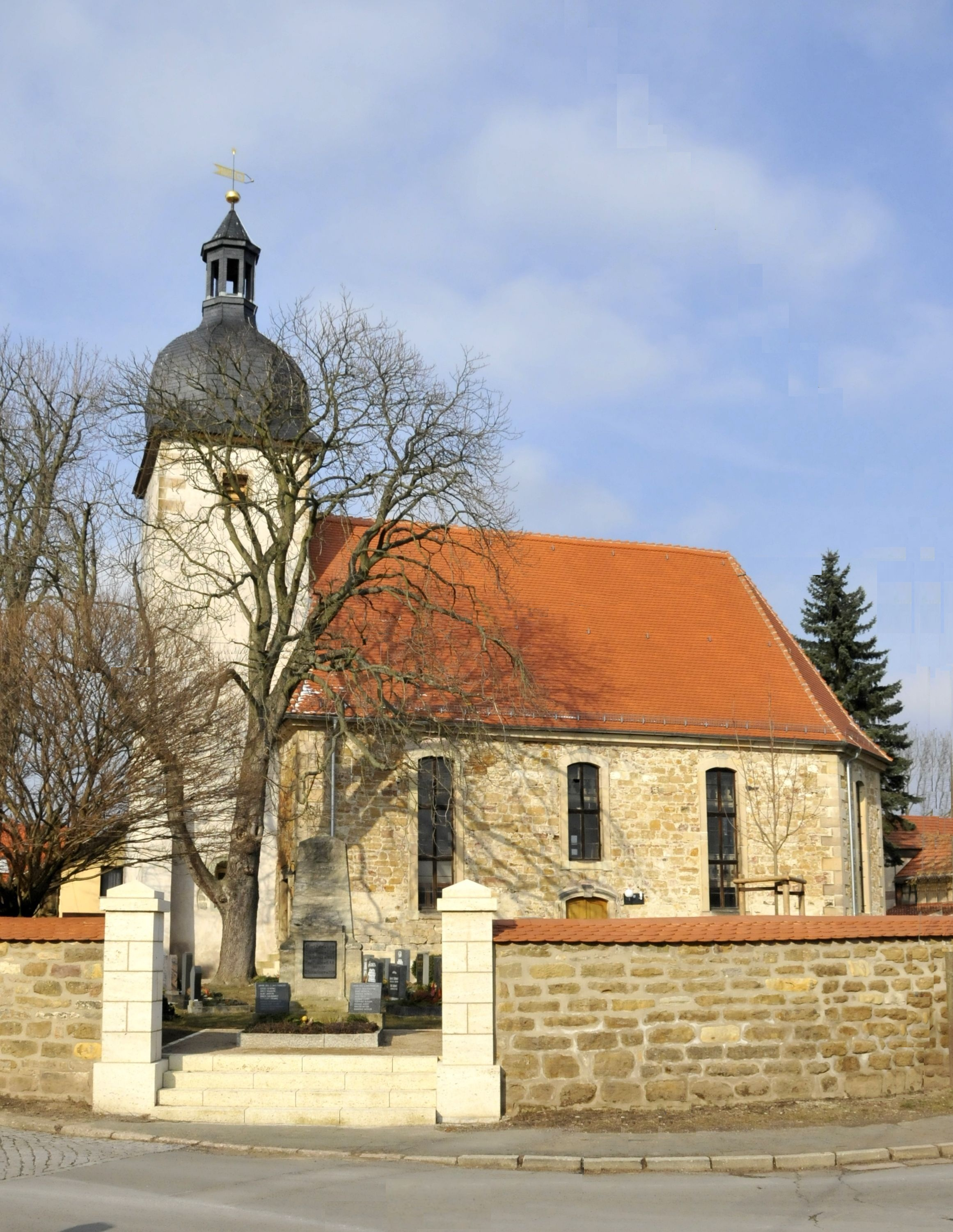
Kirche von Süd

## Geschichte
Namensgeber war vermutlich Severus von Ravenna, ein katholischer Heiliger, dessen Gebeine heute in der Erfurter Severikirche liegen. Die ursprünglich katholische Vorgänger-Kapelle St. Gallus wurde in den 1530er Jahren im Zuge der Reformation in Thüringen evangelisch. Die heutige gotische Kirche wurde vermutlich auf dem Fundament der Kapelle errichtet, die bis 1537 existierte. Ein Hinweis hierzu ist die Jahreszahl 1580, die in einen Türgewändesturz im Erdgeschoss des Turms eingemeißelt ist.
Am Vormittag des 28. April 1722 vernichtete ein Großbrand in nur zwei Stunden 41 Häuser nebst Scheunen und Stallungen in Kleinrettbach. Auch die Kirche mit dem vierglöckigen Geläut fiel den Flammen zum Opfer.
In den Jahren 1733 bis 1736 erfolgte der Neubau der Kirche. Sie besteht aus einem in Ost-West-Richtung gebauten Langhaus mit dreiseitigem Chorschluss im Osten und einem eingezogenen Turm mit Laterne im Westen. Der Neubau wurde finanziell unterstützt mit einer Spende von 50 Talern (entspricht etwa der Kaufkraft von 3500 Euro) vom Kurfürst von Mainz, Philipp Karl von Eltz-Kempenich, dem damaligen Herrn über Erfurt, zu dem Kleinrettbach damals gehörte. Hieran erinnert das im nördlichen Türsturz enthaltene „Erfurter Rad“, dem Wappen der Stadt, mit der Jahreszahl 1734. Auch Herzog Friedrich III. von Gotha beteiligte sich mit einer Spende von 12 Talern am Neubau. Architekt war Johann Erhard Straßburger.

## Das Geläut
Die vier kaputten Glocken wurden durch drei neue aus der Glockengießerei Schröder aus Erfurt ersetzt. Allerdings hatte eine der Glocken einen Riss, so dass ein harmonischer Klang nicht möglich war. Erst am 20. Mai 1855 erhielt der Glockengießer Meyer aus Ohrdruf den Auftrag über den Neuguss von drei Glocken unter Verwendung des Metalls der alten Glocken. Jedoch schon 1888 musste eine der Glocken durch eine neue ersetzt werden. Sie kam aus der Gießerei Ulrich aus Laucha an der Unstrut. Im März 1917 mussten zwei Glocken an die Rüstungsindustrie abgegeben werden. Am 29. November 1934 wurde das Geläut wieder vervollständigt. Lieferant war der Glockengießer Wittrien aus Erfurt. Im März 1942 mussten wieder zwei Glocken für militärische Zwecke abgeliefert werden und wurden bis heute nicht ersetzt. Es blieb die kleine Glocke mit 116 kg Gewicht, die mit ihrem Ton E noch heute die Gläubigen zum Gottesdienst ruft.

## Der Turm und der Turmknopf
Bei Instandsetzungsarbeiten am Turm vom 5. bis 12. Juli 1947 wurde auch der Turmknopf abgenommen und repariert. Der Inhalt der hierin hinterlegten Zeitkapsel mit der Schulchronik führte zu einer Ergänzung der Dorfchronik für die Jahre 1928 bis 1947. Während eines Sturms im Jahr 1981 brach die Turmspitze ab und beschädigte beim Sturz die Kirche erheblich. Der Kirchturm wurde notdürftig repariert und 1982 teilweise mit neuen Balken versehen und mit Schindeln eingedeckt. Der Turm war nun 5,5 m kürzer. 2009 wurde ein neuer goldfarbiger Turmknopf mit einer Wetterfahne aufgesetzt, der an die Ereignisse von 1734 erinnert.

## Die Orgel
Es ist nicht überliefert, aus welchem Jahr die frühere Orgel stammt. Es wird jedoch angenommen, dass sie während des Neubaus der Kirche um 1736 nach dem großen Brand (siehe oben) hergestellt wurde. Sie war jedoch nicht mehr spielfähig und wurde als Brennholz verwandt. Das steht so im Vertrag mit dem Orgelbaumeister Daniel aus Walschleben, der in der Mitte des 19. Jahrhunderts eine neue Orgel einbaute. Das Original dieses sehr ausführlichen Vertrags befindet sich im Archiv der Gemeindeverwaltung von Nesse-Apfelstädt in Neudietendorf.
Wie das Geläut musste auch die Orgel unter den Auflagen der Regierung während des Ersten Weltkriegs leiden: So zeigen die Notizen des damaligen Pfarrers auf, dass während des Krieges die Orgelpfeifen aus Zinn abgeliefert werden mussten und erst 1927 durch neue Pfeifen aus Zinnblech ersetzt werden konnten.
Bis in die 1960er Jahre war die Orgel spielfähig, allerdings wurde das Gebläse mit den Füßen betrieben. 1955 erhielt die Orgel einen elektrischen Winderzeuger. Das Instrument hat heute 17 Register auf zwei Manualen und Pedal.

## Sonstiges
- 1987 wurde eine „Winterkirche“ an der Westseite eingebaut, um die Kirche auch in der kalten Jahreszeit nutzen zu können. Geld- und Materialmangel hatten zur Folge, dass für 15 Jahre an der Kirche keine Arbeiten mehr vorgenommen wurden.
- Neuerdings kümmert sich der 2002 gegründete Verein zur Erhaltung der Dorfkirche „St. Severi“ e. V. um die Sanierung des Bauwerks.
- 2006 wurde mit staatlichen und kirchlichen Fördermitteln nach einer Notsicherung durch Einbau einer Zwischendecke (Herbst 2002) das gesamte Kirchendach neu gedeckt. Auch Teile des Dachstuhls wurden saniert und eine neue Dachentwässerung montiert. Anfang April wurde die aus Ziegelsteinen bestehende Stützmauer an der Turmwestseite abgerissen und im September begannen Steinmetzarbeiten am Turm und Kirchenschiff.
- 2010 wurde ein großer Teil der Kirchhofsmauer mit Dachziegeln neu gedeckt und die Mauer neu verfugt.

Galerie
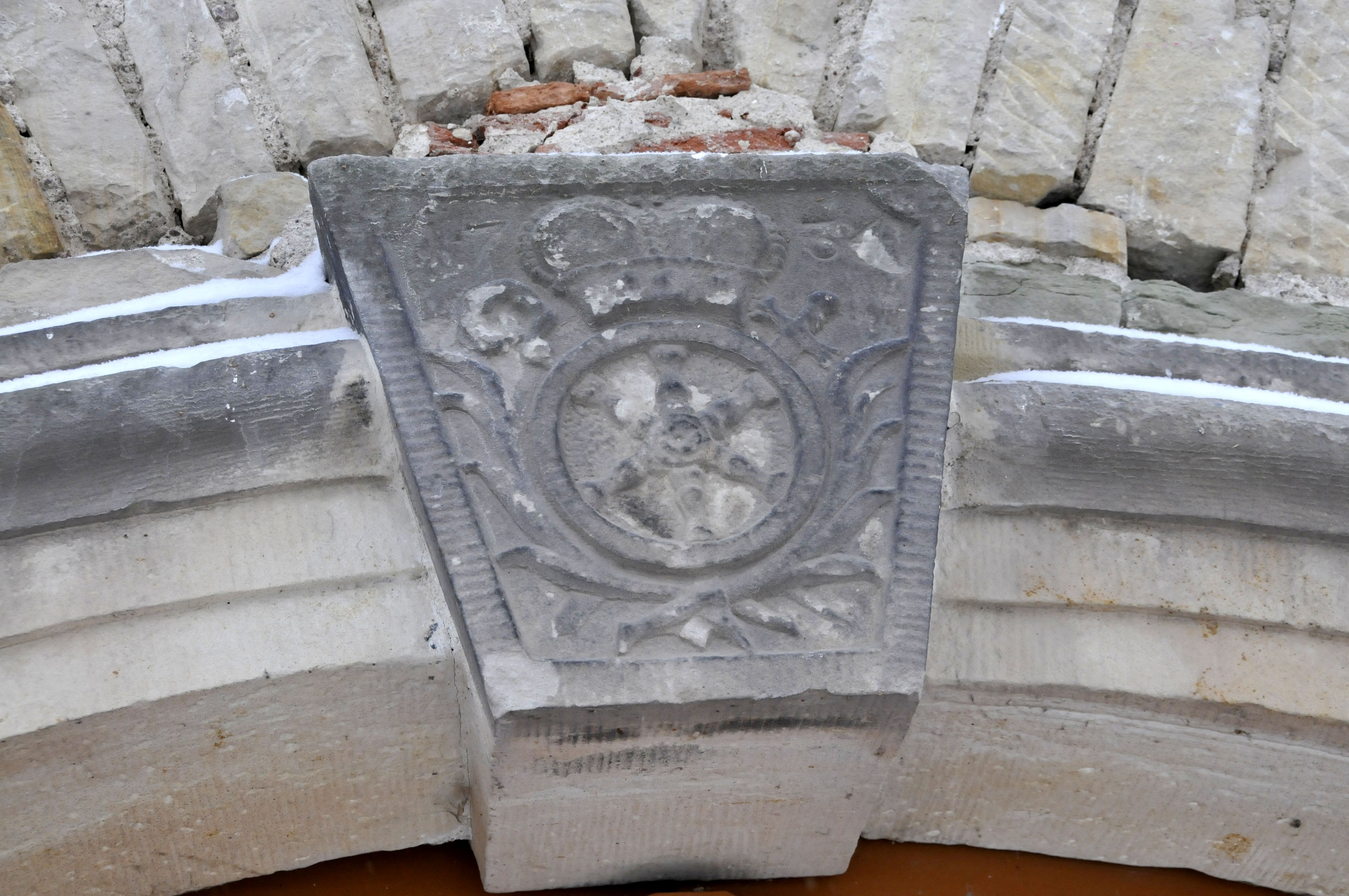
Türsturz der nördlichen Eingangstür mit Erfurter Rad
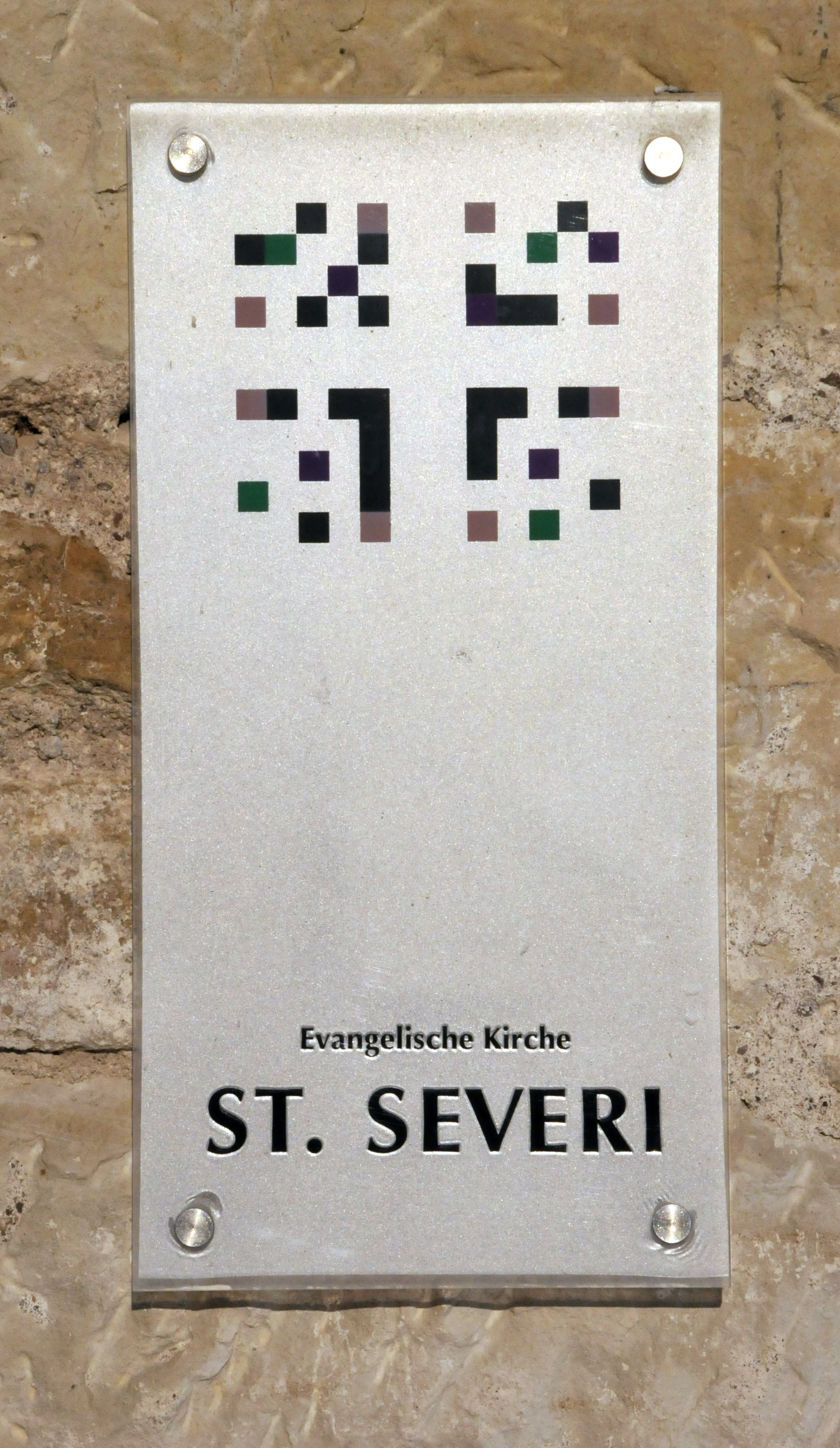
Türschild der Kirche
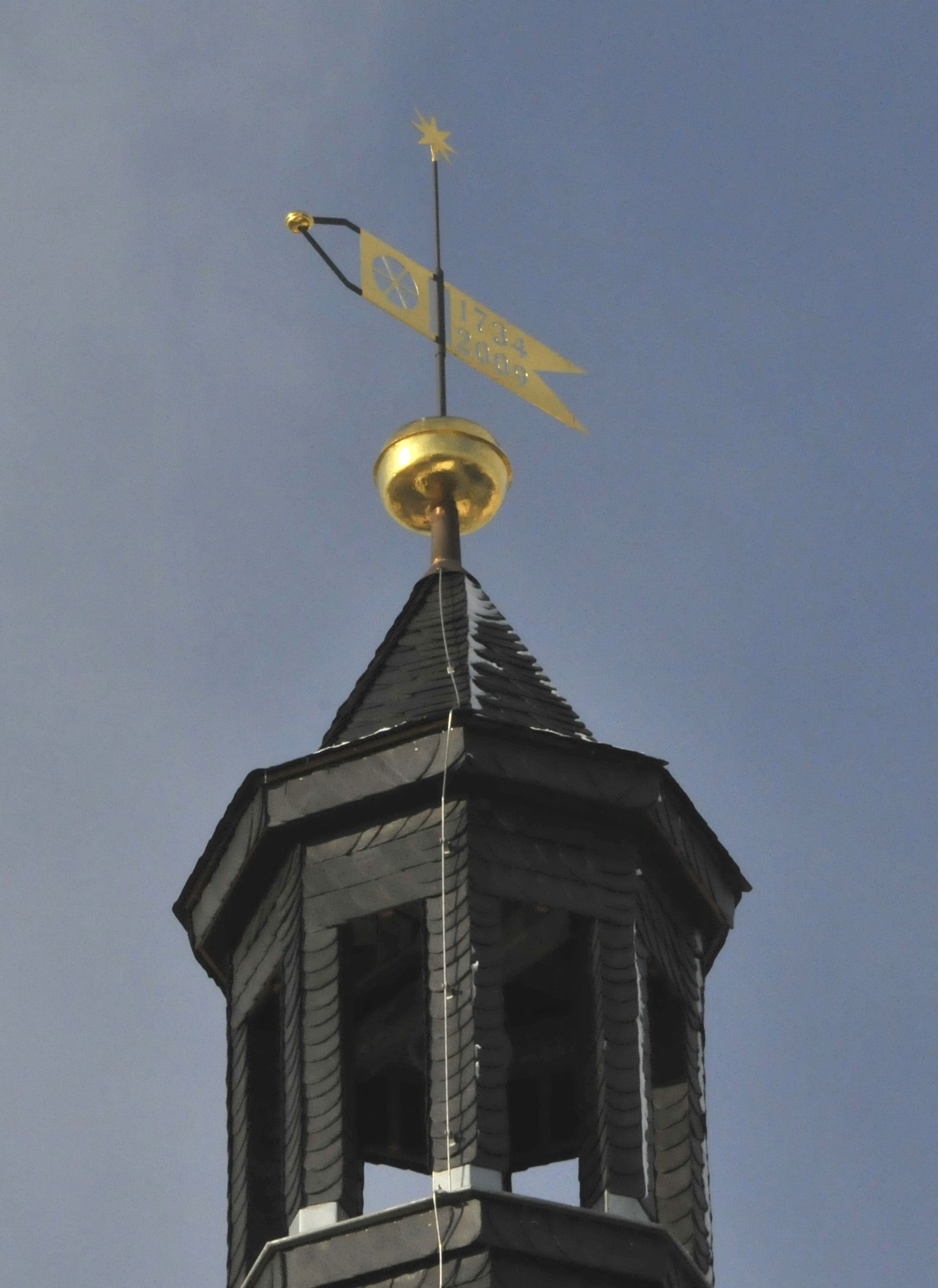
Der neue Turmknopf von 2009
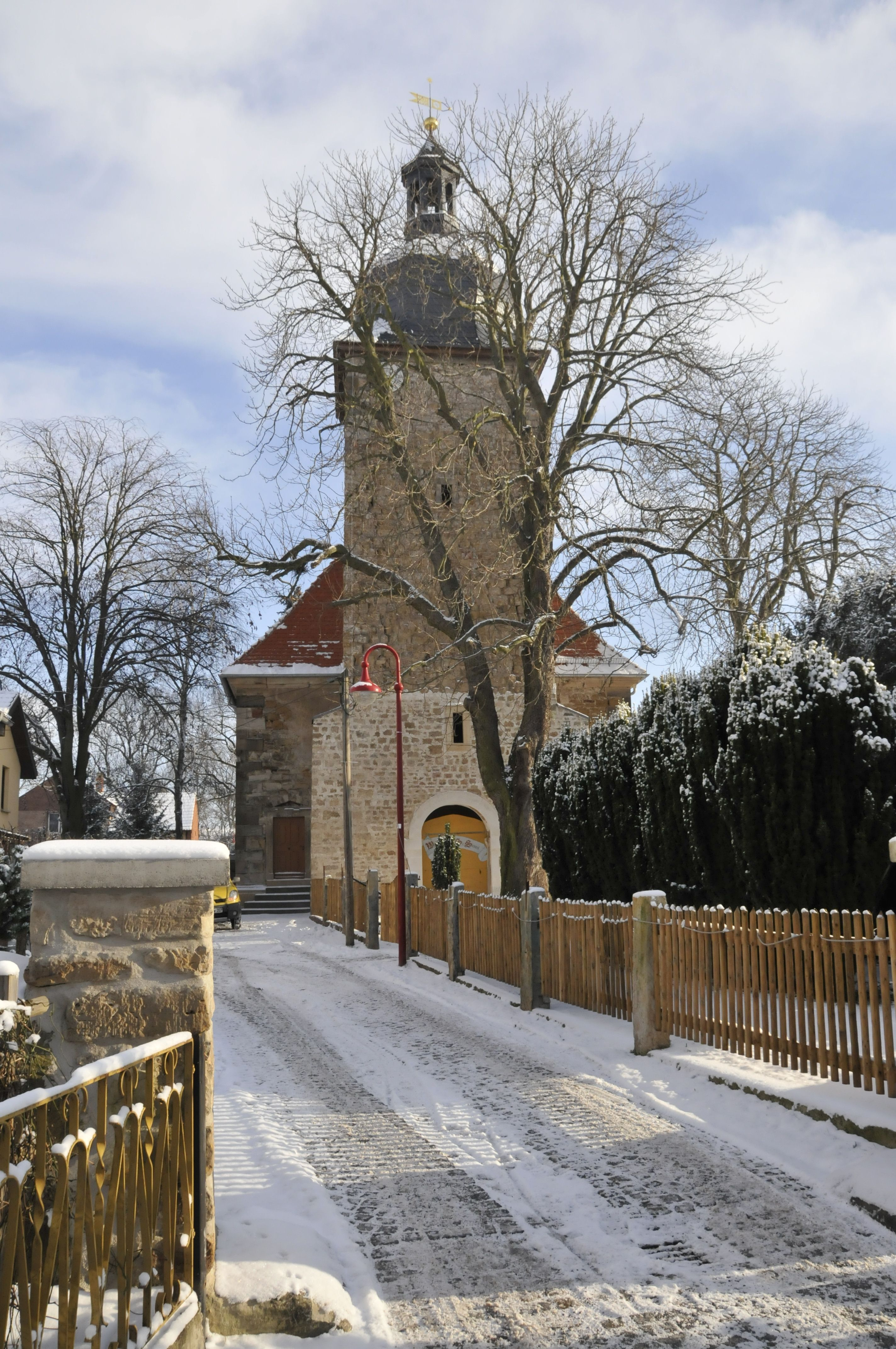
Westgiebel des Kirchturms